# 632

## Събития
- Хан Кубрат създава Велика България. Столица – Фанагория

## Починали
- Мохамед, ислямски пророк